# 皮亞士
皮亞士（英語：Thomas Ernest Pearce；1883年2月19日—1941年12月19日），又名老皮亞士，是英國商人和香港立法局議員，曾任香港賽馬會主席。

## 生平
皮亞士生於1883年2月19日，父親為湯瑪士·威廉·皮亞士牧師大人 O.B.E LL.D.，有近半世紀的時間投身中國作翻譯和宣教，又與香港的教育發展息息相關。
皮亞士在1903年加入和記洋行，1917年從夏志信手中取得洋行一定數量的股份，成為和記主席。1922年，皮亞士與嘉薛地合夥，七年後在廣州設立分行，直至1941年結束營業。另外，他在1921年成為太平紳士，並在1929年獲任命為香港大學校董，在1939年3月至1941年11月間獲委任為立法局非官守議員。皮亞士在1940至41年間擔任香港賽馬會主席，任內曾竭力改良於快活谷馬場舉行的賽馬活動。此外，他亦曾任香港上海滙豐銀行主席。
雖然皮亞士在1941年已經58歲，超過香港兵役制度的年齡，但仍然自願參加主要由長者組成的曉士兵團，其後於1941年12月成為香港義勇防衛軍的旗下部隊，在香港保衛戰中抵抗日軍對香港的入侵，並且與其他退伍軍人一起防守北角發電廠。1941年12月19日，皮亞士不幸戰死。
皮亞士生前也是一運動員，曾經代表香港出戰板球賽。而他其中一名兒子小皮亞士也是專業板球手，另一兒子為J·L·C·皮亞士。
此外，賽馬會的皮亞士紀念挑戰盃（前稱皮亞士盃），就是紀念他於防衛香港抵抗日軍時捐軀，賽事於1948年首次舉行；2018-2019馬季起，皮亞士紀念挑戰盃亦同樣紀念在2017年1月與世長辭的John Leith Colmere Pearce。

## 外部連接
- Waters, Dan. . Journal of the Royal Asiatic Society Hong Kong Branch (Royal Asiatic Society Hong Kong Branch). 1991, 30: 232.
- Braga, José Maria. . South China Morning Post, Limited. 1957: 450.

| 商界職務          | 商界職務                       | 商界職務             |
| ----------------- | ------------------------------ | -------------------- |
| 前任者： 夏志信   | 和記洋行主席 1917–1941         | 繼任者： 嘉薛地      |
| 前任者： 百德新   | 香港上海滙豐銀行主席 1933–1934 | 繼任者： C·哥頓·麥基 |
| 前任者： G·麥士堅 | 香港上海滙豐銀行主席 1938–1939 | 繼任者： A·L·紹士    |
| 香港立法會        |                                |                      |
| 前任者： 百德新   | 非官守議員 1939–1941           | 日本佔領香港         |
| 體育角色          |                                |                      |
| 前任者： M·T·莊臣 | 香港賽馬會主席 1940–1941       | 日本佔領香港         |